# Namāzī Maḩalleh
Namāzī Maḩalleh är en ort i Iran.   Den ligger i provinsen Gilan, i den nordvästra delen av landet, 300 km nordväst om huvudstaden Teheran. Namāzī Maḩalleh ligger 54 meter över havet och antalet invånare är 191.
Terrängen runt Namāzī Maḩalleh är varierad, och sluttar österut.  Närmaste större samhälle är Hashtpar, 19,8 km söder om Namāzī Maḩalleh. Trakten runt Namāzī Maḩalleh består till största delen av jordbruksmark.